# Спаниш Вали (Јута)
Спаниш Вали (енгл. Spanish Valley) насељено је место без административног статуса у америчкој савезној држави Јута.

## Демографија
По попису из 2010. године број становника је 491, што је 310 (171,3%) становника више него 2000. године.
| Група             | 2000.       | 2010.       |
| Белци             | 174 (96,1%) | 447 (91,0%) |
| Афроамериканци    | 0 (0,0%)    | 0 (0,0%)    |
| Азијати           | 0 (0,0%)    | 1 (0,2%)    |
| Хиспаноамериканци | 2 (1,1%)    | 33 (6,7%)   |
| Укупно            | 181         | 491         |